# Codecademy
Codecademy је америчка онлајн интерактивна платформа која нуди бесплатне часове кодирања у 12 различитих програмских језика укључујући Пајтон, Јава, Гоу, Јаваскрипт, Руби, SQL, C++, C#, Свифт као и језике за означавање HTML и CSS. Сајт такође нуди плаћену „Про“ опцију која корисницима даје приступ персонализованим плановима учења, квизовима и реалистичним пројектима.

## Историја
Codecademy су основали, у августу 2011. године, Зек Симс и Рајан Бубински. Симс је напустио Универзитет Колумбија да би се фокусирао на покретање овог пројекта, а Бубински је дипломирао на Колумбији 2011. године. Компанија, са седиштем у Њујорку, прикупила је 2,5 милиона долара у финансирању серије А, у октобру 2011. године и 10 милиона долара у финансирању серије Б, у јуну 2012. године. Последњи круг финансирања водио је Index Ventures.
22. јула 2014. године, сајт се појавио са новом редизајнираном контролном таблом.
У августу 2015. године, Codecademy се удружио са Белом кућом, радећи на организовању личних састанака за 600 студената, од жена у неповољном положају do мањинских група, током периода од дванаест месеци.
До августа 2017. године, извршни директор Зек Симс је званично најавио лансирање „Про“ производа.
У децембру 2021. године, Скилсофт је најавио да ће купити Codecademy за приближно 525 милиона долара у готовини и залихама. Продаја је извршена 5. априла 2022. године.

### Партнерства
У септембру 2017. године, Codecademy се удружио са Амазоном за бесплатну обуку Алексе.
До октобра 2018. године, компанија је запослила 85 људи, у односу на 45 у 2016. години. Такође је прикупила 42,5 милиона долара од различитих група.
До јануара 2020. године, Codecademy се проширио на пакет језика укључујући C++, C#, Гоу, Јава, Јаваскрипт, Руби, PHP, Пајтон, Свифт и SQL, као и нa разне библиотеке. 

## Карактеристике
Платформа такође пружа курсеве за учење командне линије. У септембру 2015. године, Codecademy је  додао серију курсева дизајнираних да подучавају SQL, доминантни програмски језик за упите у бази података. У октобру 2015. године, Codecademy је креирао нови курс, час Јава програмирања. Од јануара 2014. године, сајт је имао преко 24 милиона корисника који су завршили преко 100 милиона вежби. Сајт је добио позитивне критике од The New York Times-а.
У оквиру Недеље информатичког образовања, одржане у децембру 2013. године, Codecademy је лансирала своју прву iOS апликацију. Апликација се фокусира на основе програмирања.
У децембру 2019, Codecademy је покренуо нови курс о Свифту, језику који је развио Apple Inc. 